# ミッシェル・エコシャール
ミッシェル・エコシャール（Michel Ecochard、1905年 - 1985年）は、フランスの建築家、都市計画家、考古学者。考古学者としては、アイユーヴ朝期の建築に関する研究で著名。都市計画家としては、「大衆のための都市計画」を標榜。建築家としては、モロッコで量産型住宅トラム・エコシャール設計標準などを発表している。パリの20世紀建築資料館にエコシャール文書が所蔵されている。

## 経歴
パリの建築学校エコール・スペシャル・ド・アーキテクチュール（ESA）を卒業。1932年からフランス政府古代遺跡局に勤務。
1933年にシリア・ダマスカスのウマイヤド・モスクの補修指導を行い、その後10年間、シリア、レバノン等の中東で活動する。1930年代からルネ・ダンジェらとフランス領シリア・ダマスカスの都市計画マスタープラン策定に参画し、1933年の法改正に伴う更新を担当し、1937年から実行に移される。1936年にはアレッポの都市計画マスタープランを、さらに1943年にはベイルートの都市計画を担当。その間の1936年には、ダマスカス・フランスセンターを設計する。
第二次世界大戦後の1946年にはモロッコに招聘され、当地で現代モロッコ建築家グループGAMMAを結成。これは後にボディアンスキーやジョルジュ・キャンディリスらとともに参画するCIAMモロッコに発展する。1947年、保護領政府都市計画局の局長に就任。1948年、フェス都市基本計画策定。その後ピエール・リブレ、ジェラール・テュルノエ、ジャン＝ルイ・ヴェレ らを指導して、1949年から1950年までにモロッコ主要都市の都市計画ミッションに参加している。1951年、アイン・カードゥース地区計画を、その他ラバト、ヤアコーブ、ル＝マンスール地区計画などの計画策定を行う。1952年には当地の都市計画法の改正実現に尽力。1953年に役職を罷免されてからは、活動の場を再び中東にシフトし、ミッシェル・エコシャール都市建築設計事務所を創設し主宰する。1968年には番匠谷尭二らとベイルート、続いてダマスカスの都市基本計画を策定した。